# Elizabeth Seymour, II baronessa Percy
Lady Elizabeth Seymour, duchessa di Northumberland (26 novembre 1716 – 5 dicembre 1776), è stata una nobildonna inglese.

## Biografia
Era l'unica figlia di Algernon Seymour, VII duca di Somerset, e di sua moglie, Frances, figlia di Henry Thynne.

## Matrimonio
Sposò, il 16 luglio 1740, Hugh Percy, I duca di Northumberland. Ebbero due figli maschi (e una figlia morta bambina):
- Hugh Percy, II duca di Northumberland (1742-1817)
- Algernon Percy, I conte di Beverly (1750-1830)

Alla morte del padre, nel 1750, ha ereditato la baronia di Percy e suo marito ereditò da suo padre il titolo di conte di Northumberland e cambiò il suo cognome da Smithson a Percy quell'anno.
Nel 1761, ricoprì la carica di Lady of the Bedchamber della regina Carlotta, incarico che mantenne fino al 1770. Divenne duchessa nel 1766, quando il marito è stato creato Duca di Northumberland, e alla sua morte nel 1776 la baronia e la contea di Northumberland passarono al figlio maggiore, Hugh. Ha costruito Brizlee Tower come uno di una serie di monumenti per commemorarla.

## Ascendenza
|                                        |                                    |                                             | Genitori                                    |  |  | Nonni |  |  | Bisnonni                                         |  |  | Trisnonni                          |  |
|                                        |                                    |                                             |                                             |  |  |       |  |  | Charles Seymour, II barone Seymour di Trowbridge |  |  | Edward Seymour, visconte Beauchamp |  |
|                                        |                                    |                                             |                                             |  |  |       |  |  | Charles Seymour, II barone Seymour di Trowbridge |  |  | Edward Seymour, visconte Beauchamp |  |
|                                        |                                    | Honora Rogers                               |                                             |  |  |       |  |  | Charles Seymour, II barone Seymour di Trowbridge |  |  |                                    |  |
| Charles Seymour, VI duca di Somerset   |                                    |                                             |                                             |  |  |       |  |  | Charles Seymour, II barone Seymour di Trowbridge |  |  |                                    |  |
|                                        |                                    | Elizabeth Alington                          | William Alington, I barone Alington         |  |  |       |  |  |                                                  |  |  |                                    |  |
|                                        |                                    | Elizabeth Alington                          | William Alington, I barone Alington         |  |  |       |  |  |                                                  |  |  |                                    |  |
|                                        |                                    | Elizabeth Alington                          | Elizabeth Tollemache                        |  |  |       |  |  |                                                  |  |  |                                    |  |
| Algernon Seymour, VII duca di Somerset |                                    | Elizabeth Alington                          |                                             |  |  |       |  |  |                                                  |  |  |                                    |  |
|                                        |                                    | Josceline Percy, XI conte di Northumberland | Algernon Percy, X conte di Northumberland   |  |  |       |  |  |                                                  |  |  |                                    |  |
|                                        |                                    | Josceline Percy, XI conte di Northumberland | Algernon Percy, X conte di Northumberland   |  |  |       |  |  |                                                  |  |  |                                    |  |
|                                        |                                    | Josceline Percy, XI conte di Northumberland | Elizabeth Howard                            |  |  |       |  |  |                                                  |  |  |                                    |  |
| Elizabeth Percy, baronessa Percy       |                                    | Josceline Percy, XI conte di Northumberland |                                             |  |  |       |  |  |                                                  |  |  |                                    |  |
|                                        |                                    | Elizabeth Wriothesley                       | Thomas Wriothesley, IV conte di Southampton |  |  |       |  |  |                                                  |  |  |                                    |  |
|                                        |                                    | Elizabeth Wriothesley                       | Thomas Wriothesley, IV conte di Southampton |  |  |       |  |  |                                                  |  |  |                                    |  |
|                                        |                                    | Elizabeth Wriothesley                       | Elizabeth Leigh                             |  |  |       |  |  |                                                  |  |  |                                    |  |
| Elizabeth Seymour, II baronessa Percy  |                                    | Elizabeth Wriothesley                       |                                             |  |  |       |  |  |                                                  |  |  |                                    |  |
|                                        | Thomas Thynne, I visconte Weymouth | Henry Frederick Thynne, I baronetto         |                                             |  |  |       |  |  |                                                  |  |  |                                    |  |
|                                        | Thomas Thynne, I visconte Weymouth | Henry Frederick Thynne, I baronetto         |                                             |  |  |       |  |  |                                                  |  |  |                                    |  |
|                                        | Thomas Thynne, I visconte Weymouth | Mary Coventry                               |                                             |  |  |       |  |  |                                                  |  |  |                                    |  |
| Henry Thynne                           | Thomas Thynne, I visconte Weymouth |                                             |                                             |  |  |       |  |  |                                                  |  |  |                                    |  |
|                                        |                                    | Frances Finch                               | Heneage Finch, III conte di Winchilsea      |  |  |       |  |  |                                                  |  |  |                                    |  |
|                                        |                                    | Frances Finch                               | Heneage Finch, III conte di Winchilsea      |  |  |       |  |  |                                                  |  |  |                                    |  |
|                                        |                                    | Frances Finch                               | Mary Seymour                                |  |  |       |  |  |                                                  |  |  |                                    |  |
| Frances Thynne                         |                                    | Frances Finch                               |                                             |  |  |       |  |  |                                                  |  |  |                                    |  |
|                                        |                                    | George Strode                               | John Strode                                 |  |  |       |  |  |                                                  |  |  |                                    |  |
|                                        |                                    | George Strode                               | John Strode                                 |  |  |       |  |  |                                                  |  |  |                                    |  |
|                                        |                                    | George Strode                               | Anne Wyndham                                |  |  |       |  |  |                                                  |  |  |                                    |  |
| Grace Strode                           |                                    | George Strode                               |                                             |  |  |       |  |  |                                                  |  |  |                                    |  |
|                                        |                                    | Grace FitzJames                             | John Fitzjames                              |  |  |       |  |  |                                                  |  |  |                                    |  |
|                                        |                                    | Grace FitzJames                             | John Fitzjames                              |  |  |       |  |  |                                                  |  |  |                                    |  |
|                                        |                                    | Grace FitzJames                             | Margaret Stephens                           |  |  |       |  |  |                                                  |  |  |                                    |  |
|                                        |                                    | Grace FitzJames                             |                                             |  |  |       |  |  |                                                  |  |  |                                    |  |